# Saint-Christophe-sur-Condé
 Saint-Christophe-sur-Condé  là một xã của tỉnh Eure, thuộc vùng Normandie, miền bắc nước Pháp.